# アラン・バンティング
アラン・バンティング（Allan Bunting、1978年2月17日。 - ）は、ニュージーランドのラグビー指導者。現在7人制女子ニュージーランド代表のヘッドコーチを務めている。

## プロフィール
- ニュージーランド・ロトルア出身[2]。
- 7人制ニュージーランド代表に選ばれたことがある[3]。

## 略歴
現役時代はチーフス、東京ガスなどでプレーしていた。
現役引退後、7人制ニュージーランド代表のコーチを経て、2016年、7人制女子ニュージーランド代表のヘッドコーチに就任。
2021年、2020東京五輪ではニュージーランド初優勝に貢献。